# William Flannery
William Flannery (17 de novembro de 1898 — Los Angeles, 25 de janeiro de 1959) foi um diretor de arte estadunidense. Venceu o Oscar de melhor direção de arte na edição de 1956 por Picnic, ao lado de Jo Mielziner e Robert Priestley.